# アンドリュー・ホルネス
アンドリュー・マイケル・ホルネス（英: Andrew Michael Holness、1972年7月22日 - ）は、ジャマイカの政治家。2016年2月25日の総選挙の結果をうけて、同年3月3日から同国の首相を務めている。2011年10月から2012年1月にも、首相職にあった。

## 経歴

### 前半生
セントキャサリン高校を卒業後、経営学の学士号と開発論の修士号を取得するため、西インド諸島大学に在籍した。
1994年から1996年まで、「子どもに希望を与えるためのボランティア機関」の事務局長を務めた。その後、プレミアム・グループ・オブ・カンパニーズに加わり、エドワード・シアガの特別アシスタントとして活動した。

### 政治活動
1997年、ホルネスは西部中央セントアンドリュー選挙区から国会議員に当選し、1999年から2002年まで、野党の国土開発担当のスポークスパーソンを務めた。2007年9月には、教育相に就任した。

### 首相時代
2011年10月23日、ホルネスはブルース・ゴールディングの後任のジャマイカ労働党党首となり、それにともなって第9代の首相にも就任した。ジャマイカ史上最年少で、かつ1962年のジャマイカ独立後に生まれた初めての首相でもあった。首相就任後も、教育相は兼務した。
2011年12月5日、ホルネスは次回の総選挙の期日を同年12月29日に設定した。労働党はその地盤を中心に選挙戦を展開し、ホルネスは経済成長や犯罪の減少など、4年間の労働党政権の成果を強調した。野党の人民国家党はこれらを18年かかっても成し遂げられなかったと、労働党は主張した。しかし、国会議員選挙で42議席を獲得し、多数派を形成した人民国家党に対して、労働党の獲得議席は21に留まり、労働党は敗北した。後任の首相には、人民国家党のポーシャ・シンプソン＝ミラーが就任した。
選挙敗北後の2012年1月から首相に返り咲く2016年3月にかけて、ホルネスは野党の院内総務を務めた。
2016年2月25日の総選挙で、ホルネスを党首とする労働党は32議席を獲得し、31議席の人民国家党に勝利した。ホルネスの妻のジュリエットも国会議員に当選し、初めて首相または野党院内総務とその配偶者がともに国会に議席を有することになった。
2020年9月3日の総選挙で労働党は前回選挙を大きく上回る49議席を獲得して14議席の人民国家党に圧勝し、ホルネスの首相続投が決まった。

## 人物
1997年に、セントキャサリン高校時代に出会った会計士のジュリエット・ランデルと結婚した。夫妻には、アダムとアンドリュー・ジュニアの2人の子どもがいる。
セブンスデー・アドベンチスト教会に所属している。